# Кухдоман (Таджикабадский район)
Кухдоман (тадж. Кӯҳдоман) — сельский населённый пункт в Таджикабадском районе РРП Таджикистана. Входит в состав сельской общины (джамоата) Ширинчашма. Расстояние от села до центра района (пгт Таджикабад) — 15 км, до центра джамоата (село Ширинчашма) — 8 км. Население — 194 человек (2017 г.), таджики. Население в основном занято сельским хозяйством (животноводство и растениводство). Земли орошаются главным образом водами горных источников.